# Scott Fitzhugh
Scott Preston Fitzhugh (* 15. Dezember 1888 in Dover, Tennessee; † 4. März 1956 in Memphis, Tennessee) war ein US-amerikanischer Politiker. Im Jahr 1931 war er als Präsident des Staatssenats faktisch Vizegouverneur des Bundesstaates Tennessee, auch wenn dieses Amt formell erst 1951 eingeführt wurde.

## Werdegang
Nach einem Jurastudium und seiner Zulassung als Rechtsanwalt begann Scott Fitzhugh in Memphis in diesem Beruf zu arbeiten. Gleichzeitig schlug er als Mitglied der Demokratischen Partei eine politische Laufbahn ein. Er war für drei Legislaturperioden Mitglied des Senats von Tennessee. 1931 wurde er für einige Zeit Präsident dieser Kammer. Allerdings hat er dieses Amt aus nicht überlieferten Gründen nicht, wie normalerweise üblich, zwei Jahre lang bekleidet.
In seiner Eigenschaft als Präsident des Staatssenats war Fitzhugh Stellvertreter von Gouverneur Henry Hollis Horton. Damit hatte er faktisch das Amt eines Vizegouverneurs inne. Dieser Posten war bzw. ist in den meisten anderen Bundesstaaten verfassungsmäßig verankert. In Tennessee ist das erst seit 1951 der Fall. Er war maßgeblich an der Verabschiedung eines Gesetzes zum Bau der nach ihm benannten Scott Fitzhugh Bridge über den Tennessee River beteiligt. Im Jahr 1940 war er Ersatzdelegierter zur Democratic National Convention. Er starb am 4. März 1956 in Memphis.